# الحملة الثالثة لوادي القرى
الحملة الثالثة لوادي القرى، والمعروفة أيضًا باسم حملة وادي القرى أو غزوة وادي القرى هي غزوة وقعت في حزيران 628 م، في شهر صفر من السنة السابعة للهجرة.
كانت العملية ناجحة واستمر الحصار يومين قبل أن يستسلم اليهود ويقبلوا الشروط التي عرضها عليهم النبي محمد، على غرار ما فعله اليهود في معركة خيبر وفي فتح فدك، حيث لم يُرد النبي محمد أن يُقتلوا.
كانت هذه هي الحملة الثالثة في وادي القرى، وكانت الحملة الأولى والحملة الثانية في وادي القرى قد حدثتا قبل عام واحد.

## حصار وادي القرى
بعد غزوة خيبر وفتح فدك، قام النبي محمد بخطوة جديدة نحو وادي القرى، وهي مستعمرة يهودية أخرى كانت تقاتل المسلمين في الجزيرة العربية. فحشد قواته وقسمها إلى ثلاثة أفواج، وأعطى أربعة رايات لسعد بن عبادة، والحباب بن المنذر، وعباد بن بشر، وسهل بن حنيف. قبل القتال، دعا اليهود إلى وقت الاقتتال واعتناق الإسلام، وهو العرض الذي تجاهلوه.
فخرج أول أبطالهم فقتله الزبير، وخرج ثاني أبطالهم فقتله أيضًا الزبير، وخرج ثالثهم فقتله علي. بهذه الطريقة قُتل أحد عشر يهوديًا واحدًا تلو الآخر، ومع كل قتيل جديد كان يدعوهم النبي دعوة جديدة إلى اعتناق الإسلام وترك القتال. واستمر القتال بلا انقطاع وأدى إلى استسلام اليهود بالكامل. فقاوم اليهود يوما أو يومين ثم استسلموا على شروط مشابهة لما استسلم له يهود خيبر وفدك.
بعد استسلام اليهود في وادي القرى، رسّخ النبي محمد سلطته الكاملة على جميع القبائل اليهودية في المدينة المنورة، وبذلك كانت نهاية الغزوات ضد ألدّ أعداء المسلمين: المشركين بقيادة قريش، واليهود؛ ودخل المسلمين في حال سلام.